# NGC 3066
NGC 3066 is een balkspiraalstelsel in het sterrenbeeld Grote Beer. Het hemelobject werd op 30 september 1802 ontdekt door de Duits-Britse astronoom William Herschel.

## Synoniemen
- UGC 5379
- IRAS 09578+7222
- MCG 12-10-15
- KUG 0957+723
- MK 133
- Z 0957.9+7222
- ZWG 333.11
- PGC 29059